# Rättssäkerhetsorganisationen
Rättssäkerhetsorganisationen RO är en nätverksorganisation som verkar för ökad rättssäkerhet i Sverige, sedan sitt grundande av ordföranden Johann Binninge 2007. Billy Butt, musikproducent, och Anna Sjödin, tidigare ordförande för SSU, var med i styrelsen fram till 2009. Man bedriver framför allt opinionsverksamhet. Nätverket hjälper målsägande och tilltalade med råd och tips om vad de ska tänka på.
Nätverket uppmärksammades i samband med gripandet av Julian Assange när de JO-anmälde jouråklagaren som beslutade att anhålla honom. RO hjälpte även Assange att byta advokat.